# Yahoo! News
Yahoo! News è un sito web di notizie di Yahoo!. Il sito è stato fondato nell'agosto 1996 da Brad Clawsie. In origine, gli articoli provenivano da testate giornalistiche come Associated Press, Reuters, Fox News, Al Jazeera, ABC News, USA Today, CNN e BBC News.
Nel 2001, Yahoo! News ha modificato la grafica del sito. Questo è stato fatto per permettere ai lettori una maggiore leggibilità e una grafica più gradevole a livello estetico. Fino al 19 dicembre 2006, era possibile commentare le notizie. I commenti sono stati riabilitati il 2 marzo 2010.
Nel 2011, Yahoo ha avviato un progetto per implementare maggiore contenuti di notizie. Come prima cosa furono assunti due giornalisti esperti come Walter Shapiro e Virginia Heffernan, mentre il sito web, nel febbraio 2012, aveva per la prima volta un corrispondente nella stampa della Casa Bianca. Secondo Alexa, Yahoo! News era uno dei siti web di notizie maggiormente visitati al mondo. Secondo i piani, doveva anche essere coinvolto il sistema di feed di Twitter. Nel novembre 2013, Yahoo ha assunto l'ex conduttrice di Today Show e CBS Evening News Katie Couric come Global Anchor di Yahoo! News. Nel 2017 si è dimessa dall'incarico.
Il 3 maggio 2021, Verizon ha annunciato che Verizon Media sarebbe stata acquisita dall'Apollo Global Management per circa 5 miliardi di dollari e sarebbe stata semplicemente conosciuta come Yahoo dopo la chiusura dell'accordo, con Verizon che ha mantenuto una partecipazione minore del 10% nel nuovo gruppo. L'accordo è stato concluso il 1º settembre 2021.

## Yahoo! Celebrity
Yahoo! Celebrity (come omg!) è stato lanciato il 12 giugno 2007, con inizialmente pochi contenuti al suo interno. Secondo MediaWeek, Yahoo ha fatto questa mossa per avvicinare il pubblico femminile a omg! e che Unilever, Pepsi e Axiata (Celcom e XL) sarebbero stati gli sponsor ufficiali del sito. Grazie a una forte pubblicità da parte di Yahoo e dei suoi partner, nei primi 19 giorni di esistenza, il sito ha ricevuto quattro milioni di visite. Nell'autunno del 2007, omg! ha registrato otto milioni di visite al mese ed era, negli Stati Uniti, il sito più popolare di gossip dopo People e dietro TMZ.com.
Nel dicembre 2012, Yahoo! ha stretto un accordo con CBS Television Distribution per promuovere lo spin-off The Insider di Entertainment Tonight su omg!, rinominandolo come omg! Insider. Nel gennaio 2014, CBS Television Distribution ha annunciato che il programma sarebbe tornato a chiamarsi a The Insider, allo stesso tempo omg! divenne Yahoo! Celebrity.
Come parte di uno sforzo per aumentare la fiducia dei lettori, nel settembre 2022 Yahoo! News (che raccoglie articoli da molte altre fonti) ha acquisito The Factual, una startup che utilizza l'intelligenza artificiale per valutare la credibilità dei singoli articoli.